# Frank Stack
Ne doit pas être confondu avec Frank Stack (auteur).
Frank Stack, né le 1er janvier 1906 à Winnipeg et mort le 5 janvier 1987 dans la même ville, est un patineur de vitesse canadien. Il est notamment médaillé de bronze sur 10 000 mètres aux Jeux olympiques d'hiver de 1932.

## Carrière
Frank Stack est champion de l'Ouest canadien en junior de 1919 à 1923 puis en senior de 1924 à 1929. Il gagne le premier de ses trois titres aux championnats d'Amérique du Nord en intérieur en 1931 puis, avantagé par l'utilisation du système nord-américain avec départs en groupe et non par deux, médaillé de bronze du 10 000 mètres aux Jeux olympiques d'hiver de 1932 à Lake Placid aux États-Unis. Il ne participe pas aux Jeux olympiques d'hiver de 1936 en Allemagne car il n'a pas assez d'argent pour financer son voyage, mais va aux Jeux olympiques d'hiver de 1948 à Saint-Moritz en Suisse et à ceux de 1952 à Oslo en Norvège, où il ne remporte pas de médaille. Stack arrête la compétition en 1954 après avoir remporté sept titres de champion du Canada et devient entraîneur de l'équipe canadienne. Il est par la suite intronisé au Temples de la renommée du patinage de vitesse canadien, du sport canadien et du sport du Manitoba. À Winnipeg, la rue Stack Street est nommée en son honneur.

## Records personnels
- 500 mètres : 43 s 6
- 1 500 mètres : 2 min 23 s 2
- 5 000 mètres : 9 min 4 s 2
- 10 000 mètres : 19 min[1]